# Neobapta
Neobapta là một chi bướm đêm thuộc họ Geometridae.

## Các loài
- Neobapta indecora
- Neobapta mollis